# Gaston Degy
Gaston Degy (né le 4 mars 1890 à Jussey - mort le 2 février 1964 à Versailles) est un coureur cycliste français, actif à la fois sur la route et en cyclo-cross, professionnel en 1914 et de 1920 à 1926.
Il a notamment remporté le championnat de France de cyclo-cross et le premier critérium international de cyclo-cross (championnat du monde officieux).

## Distinctions
- Croix de guerre 1914-1918
- Médaille militaire

## Palmarès sur route
- 1909
  - Challenge Ritter
  - 2e de Paris-Dieppe
  - 3e de Paris-Évreux
- 1910
  - 3e de Paris-Fontainebleau
- 1911
  - Coupe de Normandie :
    - Classement général
    - 2e étape

  - 2e de Paris-Flers
  - 3e du championnat de France indépendants
- 1913
  - Championnat de Paris indépendants
- 1922
  - 10e du Tour de France
- 1923
  - 3e de Paris-Angers
- 1925
  - 3e du Circuit des villes d'eaux d'Auvergne

## Résultats sur le Tour de France
5 participations
- 1914 : 40e
- 1921 : abandon (6e étape)
- 1922 : 10e
- 1923 : 16e
- 1924 : 15e

## Palmarès en cyclo-cross
- 1919-1920
  -  Champion de France de cyclo-cross
- 1921-1922
  - 2e du championnat de France de cyclo-cross
- 1923-1924
  - Critérium international de cyclo-cross
  - 2e du championnat de France de cyclo-cross